# Il capitano di Koepenick (film 1956)
Il capitano di Koepenick (Der Hauptmann von Köpenick) è un film di Helmut Käutner del 1956. Fu nominato all'Oscar al miglior film straniero. È ispirato alla storia vera di Wilhelm Voigt.

## Trama
Friedrich Wilhelm Voigt, figlio di un calzolaio, finisce adolescente in galera per un piccolo furto alle poste dove lavorava dopo aver rubato 200 marchi per fare colpo su una cameriera di cui era innamorato. Arrestato, deve abbandonare la scuola e l'apprendistato con il padre. Dopo 15 anni esce e decide di andare all'estero dove continua la sua vita sopravvivendo di espedienti e lavorando per lo più come calzolaio.
Viaggiando di luogo in luogo decide infine di tornare nella sua patria «per morire là e non in terra straniera». Allora cerca un lavoro nella sua città d'origine. Ma dal momento che con la sua assenza non ha svolto il servizio militare, e con l'aggravante di essere un pregiudicato, gli viene negata qualsiasi mansione e viene trattato alla stregua di un accattone. Rattristato e senza lavoro, si vergogna anche ad andare a salutare sua sorella, che non vede da quando era bambino, e prende la decisione di tornare all'estero. Tuttavia per farlo ha bisogno del suo passaporto. Non avendo fatto il militare non ottiene lavoro, senza lavoro non ottiene i documenti di residenza e senza residenza non può avere il passaporto.
Si ritrova così in una spirale burocratica dove la sua esistenza di uomo è completamente scomparsa. L'unica sua identità è quella di ex galeotto buono a niente che provoca nelle persone che lo incontrano sdegno e disapprovazione. Se la società gli fornisce quest'unica etichetta, tutto quello che può fare è rubare un passaporto dalla centrale di polizia del paese. Così tenta il colpo con un suo conoscente e goffamente si fa scoprire e incarcerare nuovamente. Qui sconta l'ennesima condanna rassegnato a trovare nel carcere l'unico luogo in cui sentirsi un uomo definito. A 57 anni, finalmente libero, si stabilisce con la sorella e il marito e inizia il mestiere di calzolaio di condominio.
Ma presto la polizia gli intima l'espulsione perché è persona "pericolosa per la sicurezza" in quanto pregiudicato. Amareggiato lascia la casa della sorella e camminando per strada si imbatte in un robivecchi dove acquista una divisa da capitano dell'esercito. Improvvisamente quell'unico indumento gli ridà tutta l'umanità e il rispetto di cui la burocrazia e la società lo avevano sempre privato.
Camminando si immerge sempre più nella parte e senza un piano mette sempre più alla prova la sua nuova identità. Incontra una pattuglia di soldati e gli ordina che lo seguano al Municipio di Köpenick, intima al sindaco di predisporre un passaporto, ma in cassaforte non ci sono documenti in bianco. Allora "arresta" il sindaco, che invia in caserma con i soldati, trattiene per sé il denaro della cassa. Poco dopo decide di consegnarsi spontaneamente alle autorità. Il clamore di questo inganno è tale che arriva fino alle orecchie dell'imperatore che, compiaciuto dall'efficienza e dal rispetto del suo popolo per i gradi militari, e divertito dalle gesta del finto capitano divenuto ormai una celebrità, decide di graziarlo.